# Руководители Российской фельдъегерской связи
Список руководителей Российской фельдъегерской связи с 1796 года по настоящее время.
- Шелганин (1796—1799)
- Николай Егорович Касторский (1799—1814)
- Богдан Карлович Тизенгаузен (1814—1817)
- Степан Михайлович Дюжаков (1817—1823)
- Михаил Дмитриевич Васильев (1823—1827)
- Яков Иванович Дитерихс (1827—1832)
- Яков Иванович Сакс (1832—1850)
- Василий Вавилович Бабушкин (1850—1855)
- Алексей Христианович Бушен (1855—1858)
- Эмилий Мартынович Краузе (1858—1878)
- Карл Карлович Фон-Мейер (1878—1888)
- Адольф Васильевич Фон-Витт (1888—1905)
- Михаил Николаевич Сипягин (1905—1909)
- Александр Дмитриевич Носов (1909—1918)
- Яков Васильевич Гайказов (1918—1920)
- Ипполит Адамович Эйсмонт (1920—1921)
- Иван Тимофеевич Бушков (1920—1924)
- Павел Александрович Митрофанов (1921—1923)
- Начальники Военной команды самокатчиков при Управлении делами Совнаркома (1917—1922)
- Владимир Николаевич Жуков (1924—1936)
- Алиевский Г. И., Волков Е. Н., Зуев П. Н., Белянин Н. А. (1936—1941)
- Иосиф Моисеевич Рыбак (1941—1949)
- Борис Иванович Краснопевцев (1949—1983)
- Борис Алексеевич Бредихин (1983—1986)
- Геннадий Рубенович Попов (1986—1991)

## Российская Федерация
- Валерий Валентинович Андреев (1991—1995)
- Виктор Никонорович Солкин (1995—1999)
- Андрей Григорьевич Черненко (1999—2002)
- Геннадий Александрович Корниенко (2002—2012)
- Валерий Владимирович Тихонов (2012 г- по наст. время)